# 巢孔菌属
巢孔菌属（学名：Poronidulus）是多孔菌科下的一个属。

## 下属物种
本属包括以下物种：
- Poronidulus bivalvis Höhn.
- 贝壳巢孔菌 Poronidulus conchifer (Schwein.) Murrill